# De trap (beeld)

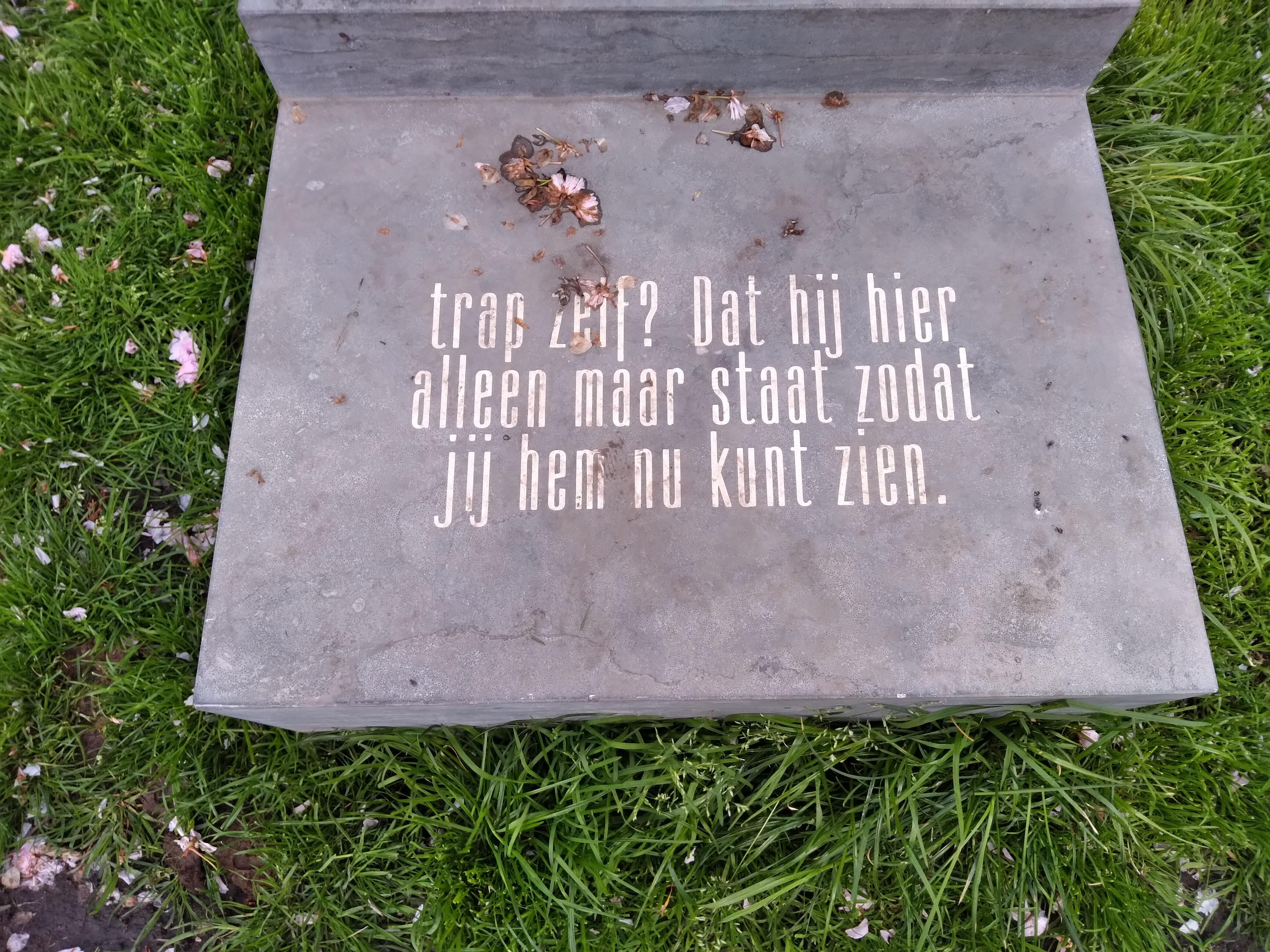
Laatste regels van Schippers (mei 2021)

De trap (2016-2017) is een samengesteld artistiek kunstwerk in Amsterdam-Centrum.
Steffen Maas kwam met een trap van hardsteen, die je van de ene plek naar de andere voert. In zijn woorden
"Van A naar B
van afkomst naar bestemming
van herinnering naar verwachting
van afwending naar toenadering."
De trap zelf schept de verwachting.
Het andere deel is een gedicht van K. Schippers dat op de treden is afgebeeld. Eigenaardig is dat de blik van de kijker automatisch van laag naar hoog gaat, terwijl het gedicht over het Tweede Marnixplantsoen van boven naar beneden is afgebeeld.
"Heb je de treden
 net vluchtig bekeken
en nog geen keuze
gemaakt voor een zin
of een paar woorden? 
Laat het anderes
bij een geheel
zonder ergens op
in te gaan. Kies je nu
toch een tree, wat
moeten we dan met al
die andere. Hoe krijgt
wat je niet kiest toch
een plaats? Voor die ene
tree is de hele trap
 nodig, als voor een
wenkbrauw het hele
gezicht. Wat zegt de 
trap zelf? Dat hij hier
alleen maar staat zodat
jij hem nu kunt zien"
Aan de rechter zijde staan de namen van de kunstenaars Maas en Schippers, met de jaartallen 2016-2017. Het “beeld” werd op 16 mei 2017 geplaatst.